# 劉庭燝
劉庭燝（1851年—1904年），字景星，號卓園。江蘇省常州府靖江縣人。清朝政治人物。進士出身。光緒九年（1883年），参加癸未科殿試，登進士二甲第8名。